# Emil Brix (Politiker)
Emil Heinrich Brix (* 4. November 1902 in Husum; † 3. Januar 1954 in Kiel) war ein deutscher Politiker (NSDAP).

## Leben und Wirken
Brix, dessen Vater Kaufmann war, absolvierte die Volksschule und das Gymnasium. Danach begann er ein Lehramtsstudium, das er nicht beendete, und machte stattdessen eine Ausbildung zum Bankkaufmann.
Brix, der zuvor dem Freikorps Roßbach angehörte, trat zum 13. Juni 1925 der NSDAP bei (Mitgliedsnummer 7.486) und war Mitbegründer der SA in Altona. Brix wurde 1929 Mitglied des Provinziallandtages Schleswig-Holstein. Von 1932 bis 1933 war er Angehöriger des Preußischen Landtages. Gleichzeitig wurde er Stellvertreter des Gauleiters im Gau Schleswig-Holstein und übernahm das Amt des Oberbürgermeisters in Altona. Dieses Amt übte er bis 1936 aus.
1936 lebte er in Kiel, wo er Gauwalter der DAF geworden war. In dieser Funktion kandidierte er auf dem Wahlvorschlag der NSDAP auf dem Listenplatz Nr. 140 bei der Reichstagswahl am 29. März 1936. Brix wurde jedoch nicht in den nationalsozialistischen Reichstag gewählt. Aufgrund von Alkoholexzessen und einigen peinlichen Auftritten in der Öffentlichkeit musste er 1937 sein Amt in der DAF niederlegen, Emil Bannemann wurde sein Nachfolger.